# Bagatelle, Dominica
Bagatelle este un oraș din Dominica.